# سبزگیاهان
سبزگیاهان (نام علمی: Viridiplantae) (برگرفته از دو بخش –Viridi به معنای «سبز» و «رسته» و plantae– به معنای گیاه) دودمان تکاملی شامل جلبک‌های سبز و گیاهان حاوی کلروفیل b هستند.
سبزگیاهان شاخه‌ای از یوکاریوت‌ها هستند که به دو صورت گیاهان خشکی‌زی و آبزی وجود دارند. از گیاهان خشکی می‌توان به رویان‌داران و از گیاهان آبزی به جلبک‌های سبز اشاره کرد.
سبزگیاهان از دسته‌ای مشتق شده از یوکاریوت‌ها به نام میوزین تشکیل می‌شوند. این شاخه شامل ۳۵۰٬۰۰۰ گونه می‌شود.